# Lotte Schwarz (Bibliothekarin)
Lotte Schwarz (geboren am 4. Oktober 1910 in Schwarzenbek als Charlotte Benett; gestorben am 6. Oktober 1971 in Brüttisellen) war eine deutsch-schweizerische Bibliothekarin und Autorin.

## Leben
Lotte Benett war die Tochter eines Schriftsetzers. Sie hatte zwei Geschwister. Sie wuchs in Hamburg-Groß Borstel auf. Nach der Volksschule arbeitete sie als Dienstmädchen. Weiterbildungsmöglichkeiten eröffneten ihr linke Organisationen und so wurde sie Bibliotheksgehilfin. Im Jahre 1931 wurde sie Mitglied der KPD und schloss sich im selben Jahr der linken Abspaltung Rote Kämpfer an. Nach der Machtergreifung der Nationalsozialisten floh sie 1934 in die Schweiz. In Zürich arbeitete sie als Verkäuferin an der Bahnhofstrasse, als Aushilfe in der Buchhandlung von Ignazio Silone und Gabriella Seidenfeld an der Langstrasse, im Sekretariat der Büchergilde und in der Emigrantenpension «Comi» als Zimmermädchen. 
Von 1938 bis 1948 war Lotte Schwarz als Bibliothekarin im Schweizerischen Sozialarchiv beschäftigt. Sie heiratete 1944 den Architekten Felix Schwarz. Die beiden hatten zwei Söhne. Lotte Schwarz war zudem freiberuflich als Werbetexterin und Autorin tätig.
Von den literarischen Arbeiten wurde «Tagebuch mit einem Haus» 1956 veröffentlicht. Es bekam gegen dreissig Rezensionen, aber bis heute keine Neuauflage (Stand 2025).

## Werke
- Tagebuch mit einem Haus. Girsberger, Zürich 1956.
- Die Brille des Nissim Nachtgeist: Roman. Die Emigrantenpension Comi in Zürich 1921–1942. Limmat, Zürich 2018.